# Batéké-Plateau
Das Batéké-Plateau liegt im Grenzgebiet zwischen dem Südosten Gabuns in der  Provinz Haut-Ogooué und den angrenzenden Teilen der Republik Kongo. Ein Teil des Gebietes im äußersten Südwesten Gabuns wird durch den Batéké-Plateau-Nationalpark geschützt.
Während in den restlichen Gebieten Gabuns tropische Regenwälder dominieren, besteht die natürliche Vegetation des Plateaus aus einem Wald-Savannen-Mosaik. Ursprünglich zeichnete sich die Fauna sowohl durch waldbewohnende  Arten, wie Waldelefanten und Rotbüffel als auch durch Arten der Savanne, darunter Tüpfelhyänen und Löwen aus. Beide Raubtierarten galten als ausgerottet, bis im Jahr 2014/2015 erstmals seit langem wieder ein Löwe nachgewiesen werden konnte.